# خورخي تافاريس
خورخي تافاريس هو لاعب كرة قدم برتغالي في مركز الهجوم، ولد في 22 أبريل 1986 في أفيرو في البرتغال. شارك مع منتخب البرتغال لكرة القدم. أما مع النوادي، فقد لعب مع نادي بنفيكا دي ماكاو ونادي بنفيكا ونادي بيلينينسش.

## وصلات خارجية
- خورخي تافاريس على موقع Soccerway.com (الإنجليزية)